# Wattenberg (Austria)
Wattenberg – gmina w Austrii, w kraju związkowym Tyrol, w powiecie Innsbruck-Land. Liczy 729 mieszkańców (1 stycznia 2015).